# Olival do Senhor dos Mártires
Koordinaten: 38° 22′ 22″ N, 8° 31′ 16″ W
Die Nekropole Olival do Senhor dos Mártires liegt bei der gleichnamigen Kirche, außerhalb der Stadt Alcácer do Sal, auf einem Hügel über dem Fluss Sado in Portugal. 
Der heute weit im Landesinneren gelegene Hügel ist seit dem Neolithikum besiedelt. Der Platz, dessen erster antiker Name möglicherweise Keition war, war zumindest seit phönizischer Zeit (7. oder 6. Jahrhundert v. Chr.) der wichtigste Atlantikhafen der Iberischen Halbinsel für Importe aus dem östlichen Mittelmeer. 
Das änderte sich in römischer Zeit, als der Hafen verlandete und Olisipo (Lissabon) ihm den Rang ablief. Die Römer nannten die Stadt jetzt Salacia im Hinblick auf die lokale Salzgewinnung. Plinius erwähnt als weiteren Ertragszweig die Wollherstellung. In westgotischer Zeit war die Stadt ein Bischofssitz.
In der heute überbauten Nekropole Olival do Senhor dos Mártires wurden Anfang des 20. Jahrhunderts eisenzeitliche Gräber mit partiell sehr reicher Ausstattung ausgegraben. Unter den Funden sind Wagen, eiserne Lanzen und Schwerter, griechische Keramik, eine Stierplastik und ägyptische Skarabäen. Hinzu kam in den letzten Jahrzehnten phönizische Keramik, die in der Nähe der Burg gefunden wurde. Die Keramiken belegen Beziehungen zum östlichen Mittelmeer, die Schwerter und die Lanzen deuten auf Kontinentaleuropa, wo die eisenzeitlichen Kulturen mit den späteren Kelten bzw. den Keltiberern gleichzusetzen sind. Es wurde auch eine römische Schicht mit Gräbern gefunden, die die Besiedlung bestätigt, die aus Inschriften und Münzen bekannt war.
Aus der zweiten Hälfte des 12. Jahrhunderts gibt es eine islamische Umwehrung mit Zementguss-Mauerwerk. Die imposante Burg wurde später zu einem Kloster umgewandelt, jetzt wird sie zu einem Hotel umgebaut. Einige Türme sind wieder errichtet. Die im Burgbereich erfolgten Ausgrabungen wurden in einen archäologischen Park einbezogen.
Einen Überblick über die Funde zeigt das örtliche Museum in einer Barockkapelle (beim Rathaus). Darunter befindet sich auch ein Porträt des Kaisers Claudius. Von der Statue des Togatus, eines Mannes in der üblichen Tracht des römischen Bürgers, ist der untere Teil erhalten. Das statuarische Schema von Standbein und Spielbein, das aus der griechischen Plastik entwickelt wurde, ist erkennbar.